# The Telephone Girl and the Lady
The Telephone Girl and the Lady er en amerikansk stumfilm fra 1913 af D. W. Griffith.

## Medvirkende
- Mae Marsh
- Claire McDowell
- Alfred Paget
- Charles Hill Mailes
- Harry Carey